# Ectatosia sumatrensis
Ectatosia sumatrensis är en skalbaggsart som beskrevs av Charles Joseph Gahan 1907. Ectatosia sumatrensis ingår i släktet Ectatosia och familjen långhorningar. Inga underarter finns listade i Catalogue of Life.